# Trichopterigia pulcherrima
Trichopterigia pulcherrima là một loài bướm đêm trong họ Geometridae.